# Asprotera ornatula
Asprotera ornatula es una especie de coleóptero de la familia Zopheridae.

## Distribución geográfica
Habita en Tanganica, Camerún y en la República Democrática del Congo.